# Stara Rava
Stara Rava (polj. Stara Rawa) je mjesto u vojvodstvu Lodz, (povjat Skiernievice), u središnjoj Poljskoj.
Stara Rava se nalazi na srednjem dijelu toka Ravke u lovicko-blonckoj nizini (srednjomazoviecka nizina). Udaljena je oko 70 kilometara od Varšave.
Blizu mjesta (12 km) je grad Skiernievice.
Broj stanovnika je 280.
Naselje je postojalo još u 12. stoljeću.

## Vanjske poveznice
- Turistička stranica  Arhivirana inačica izvorne stranice od 6. listopada 2006. (Wayback Machine)